# ریش سول‌‌پچ

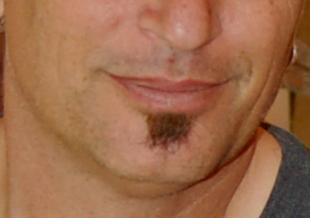
ریش سول‌ پچ هاوی مندل

ریش سول‌ پچ که با نام موشه نیز شناخته می‌شود،  تکه‌ی کوچکی از موی صورت بین لب پایین و چانه است.
ریش سول‌ پچ در اروپا در زمان‌های مختلف گذشته، به عنوان مثال در هلند قرن هفدهم، مد بوده‌ است. نمونه‌ای از حدود سال ۱۶۲۵ را می‌توان در نقاشی «پرتره مردی با کلاه لبه پهن» اثر فرانس هالس مشاهده کرد. فرهنگ لغت آنلاین مریام-وبستر اولین استفاده شناخته شده از اصطلاح «سول‌ پچ» را به سال ۱۹۸۶ نسبت می‌دهد .